# Актовый просмотр
Актовый просмотр — термин в юриспруденции.
Согласно «ЭСБЕ», в Российской империи право просмотра публичных актов устанавливается весьма различно, смотря по различию предмета данного акта. Между тем как гражданские акты могут быть рассматриваемы всем и каждым, в уголовном процессе только прокуратура имеет неограниченное право просмотра судебных актов; обвиняемый вовсе не имеет такого права, но им пользуется его адвокат по окончании предварительного следствия, а если такового не было произведено, то по вручении обвинительного акта при суде; до этого защитнику предоставляется право просматривать акты, лишь поскольку это не может повредить целям судебного следствия.
К просмотру гражданских актов обыкновенно допускаются непосредственно заинтересованные в деле (напр. поземельные собственники в пространстве владенных актов) и другие лица, если они имеют законный интерес в таком просмотре. В гражданском процессе по всем законодательствам стороны имеют неограниченное право просмотра документов; таким же правом пользуются и третьи лица по разрешению председателя и помимо согласия сторон, если может быть доказан их законный в том интерес.